# Audio Units
Gli Audio Units (AU) sono un'architettura a plug-in a livello di sistema forniti da Core Audio per il sistema operativo sviluppato dalla Apple Inc. macOS. Code Audio fornisce delle API che vengono utilizzate dagli Audio Units per ricevere i flussi audio che vengono ricevuti, elaborati e trasmessi.
macOS, utilizzando gli Audio Units, è in grado di modificare la scala temporale del flusso audio, può convertirlo in uno stream da inviare via rete locale per esempio o può elaborarlo localmente con una serie di filtri che possono equalizzare il suono, applicare effetti come il riverbero, il ritardo o inserire strumenti audio sintetizzati.
Gli AU sono utilizzati da programmi Apple come GarageBand, Soundtrack, Logic Express, Logic Pro e Final Cut Pro oltre che da molti programmi di terze parti.